# Minoru Kushibiki
Minoru Kushibiki (jap. 櫛引 実 Kushibiki Minoru; ur. 10 czerwca 1967) – japoński piłkarz występujący na pozycji bramkarza.

## Kariera klubowa
Od 1990 do 1999 roku występował w klubach Toshiba, Otsuka Pharmaceutical, Kyoto Purple Sanga i Avispa Fukuoka.